# Kościół św. św. Janów w Pile
Kościół św. św. Janów – kościół, który znajdował się w Pile. Zniszczony w czasie II wojny światowej.

## Historia
Pierwszy kościół powstał przed 1449 pod wezwaniem św. św. Wojciecha, Stanisława ze Szczepanowa i Macieja. W 1556 przeszedł w ręce ewangelików. Zburzono go w XVI wieku i w 1619 zaczęto budowę nowego kościoła, który spłonął w 1622 i dwa lata później został odbudowany jako kościół pod wezwaniem NMP i św. Jana Chrzciciela. Miał nawę główną drewnianą, zastąpioną w latach 1726–1729 nawą ryglową. Tę zastąpiono w końcu XVIII wieku nawą murowaną. Po dodaniu rzeźb św. św. Janów Chrzciciela i Ewangelisty został konsekrowany na pod wezwaniem tych świętych. W czasie II wojny światowej został zniszczony. Ostatecznie ruiny wyburzono w 1975 r. Na jego miejscu przy alei Piastów wybudowano Hotel Rodło, przemianowany później na Hotel Gromada. 
6 listopada 1755 ksiądz Stanisław Walter ochrzcił tutaj Stanisława Staszica. Według Edwarda Raczyńskiego i Józefa Łukaszewicza na chórze kościoła znajdowały się zbroje, hełmy, skrzydła oraz żelazne działko chorągwi husarskiej; według K. Boesego, w 1828 roku zostały one zabrane do kolekcji berlińskiej księcia Karola.